# Emma Engelmann
Pour les articles homonymes, voir Engelmann.
Emma Engelmann (qui se fait appeler Emma Brandes en tant qu'artiste) est une pianiste allemande née en 1853 à Neubukow dans le grand-duché de Mecklembourg-Schwerin et décédée en 1940 à Berlin. En août 1869, à l'âge de 16 ans, elle est présentée par le chef d'orchestre Aloys Schmitt de Schwerin à Clara Schumann et deviendra ainsi une des disciples de la femme du célèbre compositeur. 
C'est une amie proche de Brahms. Elle a une influence importante sur Arthur Rubinstein quand il étudie à Berlin au cours de sa jeunesse, elle lui apporte en particulier des informations essentielles à propos du jeu et de l'approche musicale des compositeurs Schumann et Brahms.